# Karl Camillo Schneider
Nie mylić z Camillo Karlem Schneiderem (1876–1951), austriackim botanikiem

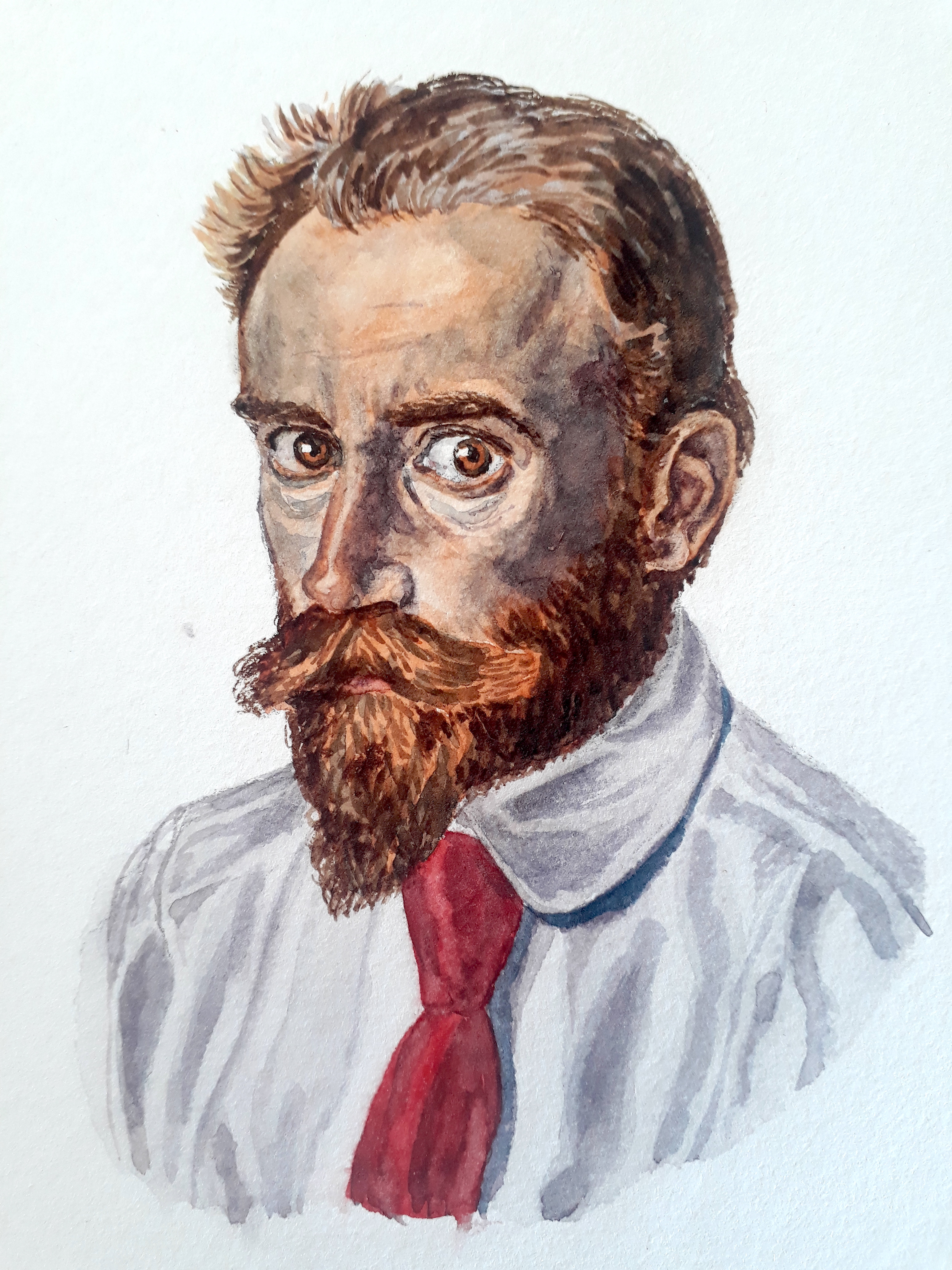
Autoportret z 1904

Karl Camillo Schneider (ur. 28 sierpnia 1867 w Pomßen, zm. w marcu 1943 w Oleśnicy) – niemiecko-austriacki zoolog, filozof, parapsycholog, profesor Uniwersytetu Wiedeńskiego.

## Życiorys
Po ukończeniu gimnazjum realnego w Döbeln studiował nauki przyrodnicze na Uniwersytecie w Lipsku i Uniwersytecie w Monachium, tytuł doktora otrzymał w 1890 roku. Następnie pracował w stacjach zoologicznych w Neapolu i Rovigno, przez krótki czas pracował jako asystent na Uniwersytecie w Giessen. W 1897 roku został asystentem Bertholda Hatscheka na Uniwersytecie Wiedeńskim, habilitował się i w 1911 roku został profesorem nadzwyczajnym zoologii na tej uczelni. Jego kariera naukowa została przerwana przez chorobę psychiczną. W 1931 usiłował zastrzelić dziekana Othenio Abela, trafił do zakładu psychiatrycznego i został zawieszony w obowiązkach wykładowcy. Po opuszczeniu zakładu zamieszkał u brata na Śląsku.
Zajmował się początkowo anatomią i histologią zwierząt, później także psychologią zwierząt i parapsychologią.

## Wybrane prace
- Lehrbuch der vergleichenden Histologie der Tiere. Jena: Fischer, 1902
- Histologisches Praktikum der Tiere: Für Studenten und Forscher. Jena: Fischer, 1902
- Vorlesungen über Tierpsychologie. Leipzig, 1909
- Tierpsychologisches Praktikum in Dialogform. Veit, 1912